# کوالا ترنگگانو
کوالا ترنگگانو (به لاتین: Kuala Terengganu) یک منطقهٔ مسکونی در مالزی است که در ترنگانو واقع شده‌است. کوالا ترنگگانو ۶۰۵ کیلومتر مربع مساحت و ۴۰۲٬۰۰۰ نفر جمعیت دارد و ۱۵ متر بالاتر از سطح دریا واقع شده‌است.